# Wyoming Public Radio
Wyoming Public Radio (WPR – Wyoming Public Media Statewide Network) ist das landesweite Public Radio Network im US-Bundesstaat Wyoming. Lizenziert auf die University of Wyoming, arbeitet WPR als eine Ausgründung der UW. Flaggschiff ist KUWR-FM.

## Geschichte
1966 beantragten Studenten und Angestellte der Student Union eine Hörfunklizenz bei der FCC, um mit KUWR, Wyoming’s “Educational FM Station” auf Sendung zu gehen. Wenig später wurde in Washington der Public Broadcasting Act beschlossen, welcher das National Public Radio aus der Wiege hob. Aus KUWR wurde das Wyoming Public Radio und eines der ersten NPR-Mitglieder. Später wurde die Wyoming Public Media gegründet, welche die Fernsehsparte und das WPR vereinigt.

## WPR-Mitgliedstationen
- KBUW, Buffalo, UKW 90,5
- KDUW, Douglas, UKW 91,7
- KEUW, Torrington, UKW 89,9
- KSUW, Sheridan, UKW 91,3
- KUWA, UKW 91,3